# Liste der Richter am Internationalen Strafgerichtshof

Das Emblem des Internationalen Strafgerichtshofs

Die Liste der Richter am Internationalen Strafgerichtshof enthält alle Personen, die als regulär gewählte Richter am Internationalen Strafgerichtshof tätig waren oder sind.

## Auswahl der Richter
Der Internationale Strafgerichtshof besteht aus 18 Richtern, die für einen Zeitraum von neun Jahren gewählt werden. Von den Richtern, die im Jahr 2003 nach der Gründung des Gerichts gewählt wurden, wurden davon abweichend jeweils ein Drittel für eine erste Amtszeit von drei, sechs beziehungsweise neun Jahren gewählt, um in der Folgezeit eine gestaffelte Nach- beziehungsweise Wiederwahl zu ermöglichen. Dadurch finden alle drei Jahre Wahlen für jeweils ein Drittel der Richter statt. Die Richter werden in geheimer Wahl von den Vertragsparteien des Rom-Statuts gewählt. Jeder Vertragsstaat darf einen Kandidaten nominieren, der nicht notwendig dessen Staatsangehörigkeit haben muss, aber in jedem Fall Staatsangehöriger eines der Vertragsstaaten sein muss.
Die Kandidaten müssen hohes sittliches Ansehen genießen, sich durch Unparteilichkeit und Ehrenhaftigkeit auszeichnen und die in ihrem Staat für die höchsten richterlichen Ämter erforderlichen Voraussetzungen erfüllen. Der nominierende Staat muss in einer Erklärung darlegen, inwieweit der Kandidat diesen Anforderungen entspricht. Zudem muss jeder Kandidat alternativ über nachweisliche Fachkenntnisse auf dem Gebiet des Straf- und Strafverfahrensrechts sowie über einschlägige Erfahrung als Richter, Ankläger, Anwalt oder in ähnlicher Eigenschaft bei Strafverfahren verfügen oder über nachweisliche Fachkenntnisse in einschlägigen Bereichen des Völkerrechts, sowie über weitreichende Erfahrung in einem Rechtsberuf, der für die richterliche Arbeit des Gerichtshofs von Bedeutung ist. Je nachdem welche Voraussetzungen der Kandidat erfüllt, wird er der Kandidatenliste A oder B zugeteilt; erfüllt der Kandidat beide Voraussetzungen, kann er wählen, welcher Liste er zugeteilt werden möchte. Bei der ersten Wahl im Jahr 2003 wurden mindestens neun Richter von der Liste A und mindestens fünf von der Liste B gewählt. Seither müssen die Wahlen so erfolgen, dass das zahlenmäßige Verhältnis gewahrt bleibt.
Keine zwei Richter, die turnusgemäß zur gleichen Zeit am Gericht wirken, dürfen aus demselben Land stammen. Die Auswahl der Richter soll die hauptsächlichen Rechtssysteme der Welt angemessen repräsentieren, sowie eine gerechte geographische Verteilung und eine ausgewogene Vertretung weiblicher und männlicher Richter gewährleisten. Eine Wiederwahl ist grundsätzlich nicht zulässig. Eine Ausnahme bestand beziehungsweise besteht für die Richter, die 2003 lediglich für eine Amtszeit von drei Jahren gewählt worden waren und für solche Richter, die auf einen frei gewordenen Sitz gewählt wurden und dieses Amt für die restliche Laufzeit des Vorgängers ausüben, sofern diese weniger als drei Jahre umfasst. Ungeachtet eines möglichen Ablaufs der Amtszeit bleiben die Richter der Hauptverfahrens- oder Berufungskammer so lange im Amt, bis alle Haupt- oder Rechtsmittelverfahren abgeschlossen sind, deren Verhandlung vor dieser Kammer bereits begonnen hat.
Die Richter üben ihr Amt hauptamtlich aus. Sie sind bei der Erfüllung ihrer Aufgaben unabhängig und dürfen keine Tätigkeiten ausüben, die sich auf ihre richterlichen Aufgaben auswirken oder das Vertrauen in ihre Unabhängigkeit beeinträchtigen könnten. Können berechtigte Zweifel an der Unparteilichkeit eines Richters geltend gemacht werden, so wird er von der betreffenden Sache ausgeschlossen. Begeht ein Richter eine schwere Verfehlung oder eine schwere Verletzung seiner Amtspflichten, oder ist er unfähig zur Wahrnehmung seiner Aufgaben, so wird er seines Amtes enthoben. Die Vertragsstaaten des Rom-Statuts entscheiden über eine Amtsenthebung in geheimer Abstimmung mit Zweidrittelmehrheit. Bei weniger schweren Verfehlungen können Disziplinarmaßnahmen eingeleitet werden.

## Präsidium und Kammern
Die Richter wählen mit absoluter Mehrheit einen Präsidenten sowie einen Ersten und Zweiten Vizepräsidenten. Diese bilden zusammen das Präsidium und üben ihr Amt für die Dauer von drei Jahren aus. Eine einmalige Wiederwahl ist zulässig. Der Erste Vizepräsident vertritt den Präsidenten bei dessen Verhinderung oder Ausschluss, der Zweite Vizepräsident vertritt den Präsidenten, wenn der Erste Vizepräsident ihn nicht vertreten kann. Präsident und Vizepräsidenten obliegt unter anderem die ordnungsgemäße Verwaltung des Gerichtshofs.
Der Gerichtshof besteht aus einer Vorverfahrensabteilung, einer Hauptverfahrensabteilung und einer Berufungsabteilung, denen die Richter zugeordnet sind. Die Vorverfahrensabteilung und die Hauptverfahrensabteilung bestehen aus jeweils mindestens sechs Richtern, die Berufungsabteilung aus dem Präsidenten und vier weiteren Richtern. Die Richter werden nach ihren Fähigkeiten den einzelnen Abteilungen zugeteilt. Innerhalb der einzelnen Abteilungen sind die Richter in Kammern organisiert. Während in der Berufungsabteilung nur eine Kammer besteht, die alle Richter der Abteilung umfasst, können in den beiden anderen Abteilungen auch mehrere Kammern gebildet werden, wenn dies erforderlich ist.

## Liste der Richter
| Herkunftsland                | Name                           | Leben     | Beginn Amtszeit      | Ende Amtszeit | Präsident            | Vizepräsidenten (Erster und Zweiter) | Abteilung                                                               | Bemerkungen |
| ---------------------------- | ------------------------------ | --------- | -------------------- | ------------- | -------------------- | ------------------------------------ | ----------------------------------------------------------------------- | --- |
| Kanada                       | Philippe Kirsch                | 1947–     | 2003                 | 2009          | 2003–2006, 2006–2009 |                                      | Berufungsabteilung                                                      | Wiederwahl 2009 nicht möglich. |
| Ghana                        | Akua Kuenyehia                 | 1947–     | 2003 (1.), 2006 (2.) | 2015          |                      | 2003–2006, 2006–2009 (1.)            | Berufungsabteilung                                                      | Wiederwahl 2015 nicht möglich |
| Bolivien                     | René Blattmann                 | 1948–     | 2003                 | 2012          |                      | 2006–2009 (2.)                       | Hauptverfahrensabteilung                                                | Wiederwahl 2015 nicht möglich. |
| Trinidad und Tobago          | Karl Hudson-Phillips           | 1933–2014 | 2003                 | 2007          |                      |                                      | Hauptverfahrensabteilung                                                | Trat aufgrund „persönlicher Gründe“ zurück. |
| Frankreich                   | Claude Jorda                   | 1938–     | 2003                 | 2007          |                      |                                      | Vorverfahrensabteilung                                                  | Trat aus gesundheitlichen Gründen zurück. |
| Zypern                       | Georgios Pikis                 | 1939–     | 2003                 | 2009          |                      |                                      | Berufungsabteilung                                                      | Wiederwahl 2009 nicht möglich. |
| Costa Rica                   | Elizabeth Odio Benito          | 1939–     | 2003                 | 2012          |                      | 2003–2006 (2.)                       | Hauptverfahrensabteilung                                                | Wiederwahl 2012 nicht möglich. |
| Südafrika                    | Navanethem Pillay              | 1941–     | 2003                 | 2008          |                      |                                      | Berufungsabteilung                                                      | Trat zurück, um sein Amt als Hoher Kommissar der Vereinten Nationen für Menschenrechte anzutreten.                                                                        |
| Südkorea                     | Sang-Hyun Song                 | 1941–     | 2003                 | 2015          | 2009–2012, 2012–2015 |                                      | Berufungsabteilung                                                      | Wiederwahl 2015 nicht möglich. |
| Deutschland                  | Hans-Peter Kaul                | 1943–2014 | 2003                 | 2014          |                      | 2009–2012 (2.)                       | Vorverfahrensabteilung                                                  | Trat aus gesundheitlichen Gründen zurück. |
| Italien                      | Mauro Politi                   | 1944–     | 2003                 | 2009          |                      |                                      | Vorverfahrensabteilung                                                  | Wiederwahl 2009 nicht möglich. |
| Irland                       | Maureen Harding Clark          | 1946–     | 2003                 | 2006          |                      |                                      | Hauptverfahrensabteilung                                                | Trat zurück, um an den High Court (Irland) zu wechseln. |
| Finnland                     | Erkki Kourula                  | 1948–     | 2003 (1.), 2006 (2.) | 2015          |                      |                                      | Berufungsabteilung                                                      | Wiederwahl nicht möglich. |
| Mali                         | Fatoumata Dembélé Diarra       | 1949–     | 2003                 | 2014          |                      | 2009–2012 (1.)                       | Hauptverfahrensabteilung                                                | Wiederwahl 2012 nicht möglich. |
| Lettland                     | Anita Ušacka                   | 1952–     | 2003 (1.), 2006 (2.) | 2015          |                      |                                      | Berufungsabteilung                                                      | Wiederwahl 2015 nicht möglich. |
| Vereinigtes Königreich       | Adrian Fulford                 | 1953–     | 2003                 | 2012          |                      |                                      | Hauptverfahrensabteilung                                                | Wiederwahl 2012 nicht möglich. |
| Brasilien                    | Sylvia Steiner                 | 1953–     | 2003                 | 2012          |                      |                                      | Vorverfahrensabteilung                                                  | Wiederwahl nicht möglich. |
| Samoa                        | Tuiloma Neroni Slade           | 1941–     | 2003                 | 2006          |                      |                                      | Vorverfahrensabteilung                                                  | Verlor die Wahl 2006 |
| Bulgarien                    | Ekaterina Trendafilowa         | 1953–     | 2006                 | 2015          |                      |                                      | Vorverfahrensabteilung                                                  | Wiederwahl nicht möglich. |
| Japan                        | Fumiko Saiga                   | 1943–2009 | 2007 (1.), 2009 (2.) | 2009          |                      |                                      | Vorverfahrensabteilung/ Hauptverfahrensabteilung                        | Ersetzte Claude Jorda während dessen laufender Amtszeit im Dezember 2007, der Posten wurde regulär 2009 neu gewählt, Saiga gewann. Im gleichen Jahr verstarb sie im Amt.# |
| Uganda                       | Daniel David Ntanda Nsereko    | 1941–     | 2007                 | 2012          |                      |                                      | Berufungsabteilung                                                      | Wiederwahl 2012 nicht möglich. |
| Frankreich                   | Bruno Cotte                    | 1945–     | 2007                 | 2014          |                      |                                      | Hauptverfahrensabteilung                                                | Wiederwahl 2012 nicht möglich. |
| Kenia                        | Joyce Aluoch                   | 1947–     | 2009                 | 2018          |                      | 2015–2018 (1.)                       | Hauptverfahrensabteilung                                                | Wiederwahl 2018 nicht möglich. |
| Botswana                     | Sanji Mmasenono Monageng       | 1950–     | 2009                 | 2018          |                      | 2012–2015 (1.)                       | Vorverfahrensabteilung/ Berufungsabteilung (ab 2012)                    | Präsidentin der Berufungsabteilung (2014). Wiederwahl 2018 nicht möglich.                                                                                                 |
| Italien                      | Cuno Tarfusser                 | 1954–     | 2009                 | 2018          |                      | 2012–2015 (2.)                       | Vorverfahrensabteilung                                                  | Wiederwahl 2018 nicht möglich. |
| Belgien                      | Christine Van Den Wyngaert     | 1952–     | 2009                 | 2018          |                      |                                      | Hauptverfahrensabteilung                                                | Wiederwahl nicht möglich. |
| Argentinien                  | Silvia Fernández de Gurmendi   | 1954–     | 2010                 | 2018          | 2015–2018            |                                      | Vorverfahrensabteilung                                                  | Wiederwahl nicht möglich. |
| Japan                        | Kuniko Ozaki                   | 1956–     | 2009                 | 2018          |                      | 2015–2018 (2.)                       | Hauptverfahrensabteilung                                                | Wiederwahl nicht möglich. |
| Trinidad und Tobago          | Anthony Carmona                | 1953–     | 2012                 | 2013          |                      |                                      | Hauptverfahrensabteilung                                                | Trat zurück für das Amt des Präsidenten von Trinidad und Tobago. |
| Philippinen                  | Miriam Defensor Santiago       | 1945–2016 | 2012                 | 2014          |                      |                                      |                                                                         | Konnte ihr Amt nicht antreten. Trat aus gesundheitlichen Gründen zurück.                                                                                                  |
| Tschechien                   | Robert Fremr                   | 1957–     | 2012                 | 2021          |                      | 2018–2021 (1.)                       | Hauptverfahrensabteilung                                                | Wiederwahl nicht möglich. |
| Dominikanische Republik      | Olga Venecia Herrera Carbuccia | 1956–     | 2012                 | 2021          |                      |                                      | Vorverfahrensabteilung (2012–2015)/ Hauptverfahrensabteilung II (2015–) | Wiederwahl nicht möglich. |
| Vereinigtes Königreich       | Howard Morrison                | 1949–     | 2012                 | 2021          |                      |                                      | Berufungsabteilung                                                      | Wiederwahl nicht möglich. |
| Nigeria                      | Chile Eboe-Osuji               | 1962–     | 2012                 | 2021          | 2018–2021            |                                      | Hauptverfahrensabteilung (2012–2018) / Berufungsabteilung               | Wiederwahl nicht möglich. |
| Trinidad und Tobago          | Geoffrey A. Henderson          | 1961–     | 2014                 | 2021          |                      |                                      | Hauptverfahrensabteilung                                                | Wiederwahl nicht möglich. |
| Frankreich                   | Marc Perrin de Brichambaut     | 1948–     | 2015                 | 2024          |                      | 2018–2021 (2.)                       | Vorverfahrensabteilung                                                  | Wiederwahl nicht möglich. |
| Polen                        | Piotr Hofmański                | 1956–     | 2015                 | 2024          | 2021–2024            |                                      | Berufungsabteilung                                                      | Wiederwahl nicht möglich. |
| Demokratische Republik Kongo | Antoine Kesia-Mbe Mindua       | 1956–     | 2015                 | 2024          |                      | 2021–2024 (2.)                       | Vorverfahrensabteilung                                                  | Wiederwahl nicht möglich. |
| Deutschland                  | Bertram Schmitt                | 1958–     | 2015                 | 2024          |                      |                                      | Hauptverfahrensabteilung                                                | Wiederwahl nicht möglich. |
| Ungarn                       | Péter Kovács                   | 1959–     | 2015                 | 2024          |                      |                                      | Vorverfahrensabteilung                                                  | Wiederwahl nicht möglich. |
| Südkorea                     | Chang-ho Chung                 | 1967–     | 2015                 | 2024          |                      |                                      | Hauptverfahrensabteilung                                                | Wiederwahl nicht möglich. |
| Philippinen                  | Raul Cano Pangalangan          | 1958–     | 2015                 | 2021          |                      |                                      | Hauptverfahrensabteilung                                                | Wiederwahl nicht möglich. |
| Peru                         | Luz del Carmen Ibáñez Carranza | 1955–     | 2018                 | 2027          |                      | 2021–2024 (1.)                       | Berufungsabteilung                                                      | |
| Uganda                       | Solomy Balungi Bossa           | 1956–     | 2018                 | 2027          |                      |                                      | Berufungsabteilung                                                      | |
| Japan                        | Tomoko Akane                   | 1956–     | 2018                 | 2027          | 2024–                |                                      | Berufungsabteilung                                                      | |
| Benin                        | Reine Alapini-Gansou           | 1956–     | 2018                 | 2027          |                      | 2024– (2.)                           | Vorverfahrensabteilung                                                  | |
| Kanada                       | Kimberly Prost                 | 1958–     | 2018                 | 2027          |                      |                                      | Hauptverfahrensabteilung                                                | |
| Italien                      | Rosario Salvatore Aitala       | 1967–     | 2018                 | 2027          |                      | 2024– (1.)                           | Vorverfahrensabteilung                                                  | |
| Vereinigtes Königreich       | Joanna Korner                  | 1951–     | 2021                 | 2030          |                      |                                      | Hauptverfahrensabteilung                                                | |
| Georgien                     | Gotscha Lortkipanidse          | 1964-     | 2021                 | 2030          |                      |                                      | Berufungsabteilung                                                      | |
| Sierra Leone                 | Miatta Maria Samba             | 1971–     | 2021                 | 2030          |                      |                                      | Hauptverfahrensabteilung                                                | |
| Mexiko                       | Socorro Flores Liera           | 1965-     | 2021                 | 2030          |                      |                                      | Vorverfahrensabteilung                                                  | |
| Costa Rica                   | Sergio Gerardo Ugalde Godínez  | 1971-     | 2021                 | 2030          |                      |                                      | Vorverfahrensabteilung                                                  | |
| Trinidad und Tobago          | Althea Violet Alexis-Windsor   | 1973–     | 2021                 | 2030          |                      |                                      | Hauptverfahrensabteilung                                                | |
| Südkorea                     | Paek Keebong                   | 1964–     | 2024                 | 2033          |                      |                                      | Hauptverfahrensabteilung                                                | |
| Mongolei                     | Erdenebalsuren Damdin          | 1967–     | 2024                 | 2033          |                      |                                      | Berufungsabteilung                                                      | |
| Rumänien                     | Iulia Motoc                    | 1967–     | 2024                 | 2033          |                      |                                      | Vorverfahrensabteilung                                                  | |
| Tunesien                     | Haykel Ben Mahfoudh            | 1961–     | 2024                 | 2033          |                      |                                      | Vorverfahrensabteilung                                                  | |
| Frankreich                   | Nicolas Guillou                | 1975–     | 2024                 | 2033          |                      |                                      | Hauptverfahrensabteilung                                                | |
| Slowenien                    | Beti Hohler                    | 1981–     | 2024                 | 2033          |                      |                                      | Hauptverfahrensabteilung                                                | |

Der guyanische Jurist Mohamed Shahabuddeen wurde im Januar 2009 für eine Amtszeit von neun Jahren an den Gerichtshof gewählt, trat jedoch noch vor Amtsantritt aus persönlichen Gründen zurück.

## Liste der Wahlen
Die Tabelle enthält die Ergebnisse der bislang erfolgten Wahlen zum Internationalen Strafgerichtshof. Mit einem Stern markierte Kandidaten wurden im Amt bestätigt.
Die Richterwahl 2020 zum Internationalen Strafgerichtshof fand auf der Versammlung der Vertragsstaaten ab dem 17. Dezember 2020 statt. Die Coalition for the International Criminal Court, ein am IStGH akkreditiertes Bündnis von Menschenrechtsorganisationen, hat den Kandidaten schriftlich Fragen gestellt und die Antworten veröffentlicht. Die letzte turnusmäßige Neuwahl fand vom 4. bis 14. Dezember 2023 in New York auf der Versammlung der Vertragsstaaten statt.
| Datum                          | Anlass                                                                           | gewählte Kandidaten                 | Liste | Stimmen/Wahlgang   | nicht gewählte Kandidaten |
| ------------------------------ | -------------------------------------------------------------------------------- | ----------------------------------- | ----- | ------------------ | --- |
| 3.–7. Februar 2003             | erstmalige Wahl nach Gründung des Gerichtshofs                                   | Maureen Harding Clark               | A     | 65 (1. Wahlgang)   | Antonio Boggiano (Argentinien), Marc Bossuyt (Belgien), Kocou Arsène Capo-Chichi (Benin), Ion Diaconu (Rumänien), Jargalsaikhany Enkhsaikhan (Mongolei), Ioannis Giannidis (Griechenland), Dimitar Gochev (Bulgarien), Bunchhat Heng Vong (Kambodscha), Ivo Josipović (Kroatien), Adolphus Karibi-Whyte (Nigeria), Hajnalka Kárpáti (Ungarn), Joseph-Médard Katuala Kaba Kashala (Demokratische Republik Kongo), Kamugumya Simon Kahwa Lugakingira (Tansania), Roberto MacLean Ugarteche (Peru), Doudou Ndir (Senegal), Rafael Nieto Navia (Kolumbien), Daniel David Ntanda Nsereko (Uganda), Barbara Liliane Ott (Schweiz), Almiro Rodrigues (Portugal), Víctor Rodríguez-Cedeño (Venezuela), Mory Ousmane Sissoko (Niger), Raymond C. Sock (Gambia), Timoci Uluiburotu Tuivaga (Fiji), Juan Antonio Yáñez-Barnuevo (Spanien), Eleonora Zielińska (Polen), Boštjan M. Zupančič (Slowenien) |
| 3.–7. Februar 2003             | erstmalige Wahl nach Gründung des Gerichtshofs                                   | Fatoumata Dembélé Diarra            | A     | 65 (1. Wahlgang)   | Antonio Boggiano (Argentinien), Marc Bossuyt (Belgien), Kocou Arsène Capo-Chichi (Benin), Ion Diaconu (Rumänien), Jargalsaikhany Enkhsaikhan (Mongolei), Ioannis Giannidis (Griechenland), Dimitar Gochev (Bulgarien), Bunchhat Heng Vong (Kambodscha), Ivo Josipović (Kroatien), Adolphus Karibi-Whyte (Nigeria), Hajnalka Kárpáti (Ungarn), Joseph-Médard Katuala Kaba Kashala (Demokratische Republik Kongo), Kamugumya Simon Kahwa Lugakingira (Tansania), Roberto MacLean Ugarteche (Peru), Doudou Ndir (Senegal), Rafael Nieto Navia (Kolumbien), Daniel David Ntanda Nsereko (Uganda), Barbara Liliane Ott (Schweiz), Almiro Rodrigues (Portugal), Víctor Rodríguez-Cedeño (Venezuela), Mory Ousmane Sissoko (Niger), Raymond C. Sock (Gambia), Timoci Uluiburotu Tuivaga (Fiji), Juan Antonio Yáñez-Barnuevo (Spanien), Eleonora Zielińska (Polen), Boštjan M. Zupančič (Slowenien) |
| 3.–7. Februar 2003             | erstmalige Wahl nach Gründung des Gerichtshofs                                   | Sang-Hyun Song                      | A     | 63 (1. Wahlgang)   | Antonio Boggiano (Argentinien), Marc Bossuyt (Belgien), Kocou Arsène Capo-Chichi (Benin), Ion Diaconu (Rumänien), Jargalsaikhany Enkhsaikhan (Mongolei), Ioannis Giannidis (Griechenland), Dimitar Gochev (Bulgarien), Bunchhat Heng Vong (Kambodscha), Ivo Josipović (Kroatien), Adolphus Karibi-Whyte (Nigeria), Hajnalka Kárpáti (Ungarn), Joseph-Médard Katuala Kaba Kashala (Demokratische Republik Kongo), Kamugumya Simon Kahwa Lugakingira (Tansania), Roberto MacLean Ugarteche (Peru), Doudou Ndir (Senegal), Rafael Nieto Navia (Kolumbien), Daniel David Ntanda Nsereko (Uganda), Barbara Liliane Ott (Schweiz), Almiro Rodrigues (Portugal), Víctor Rodríguez-Cedeño (Venezuela), Mory Ousmane Sissoko (Niger), Raymond C. Sock (Gambia), Timoci Uluiburotu Tuivaga (Fiji), Juan Antonio Yáñez-Barnuevo (Spanien), Eleonora Zielińska (Polen), Boštjan M. Zupančič (Slowenien) |
| 3.–7. Februar 2003             | erstmalige Wahl nach Gründung des Gerichtshofs                                   | Sylvia Helena de Figueiredo Steiner | A     | 61 (1. Wahlgang)   | Antonio Boggiano (Argentinien), Marc Bossuyt (Belgien), Kocou Arsène Capo-Chichi (Benin), Ion Diaconu (Rumänien), Jargalsaikhany Enkhsaikhan (Mongolei), Ioannis Giannidis (Griechenland), Dimitar Gochev (Bulgarien), Bunchhat Heng Vong (Kambodscha), Ivo Josipović (Kroatien), Adolphus Karibi-Whyte (Nigeria), Hajnalka Kárpáti (Ungarn), Joseph-Médard Katuala Kaba Kashala (Demokratische Republik Kongo), Kamugumya Simon Kahwa Lugakingira (Tansania), Roberto MacLean Ugarteche (Peru), Doudou Ndir (Senegal), Rafael Nieto Navia (Kolumbien), Daniel David Ntanda Nsereko (Uganda), Barbara Liliane Ott (Schweiz), Almiro Rodrigues (Portugal), Víctor Rodríguez-Cedeño (Venezuela), Mory Ousmane Sissoko (Niger), Raymond C. Sock (Gambia), Timoci Uluiburotu Tuivaga (Fiji), Juan Antonio Yáñez-Barnuevo (Spanien), Eleonora Zielińska (Polen), Boštjan M. Zupančič (Slowenien) |
| 3.–7. Februar 2003             | erstmalige Wahl nach Gründung des Gerichtshofs                                   | Akua Kuenyehia                      | B     | 60 (1. Wahlgang)   | Antonio Boggiano (Argentinien), Marc Bossuyt (Belgien), Kocou Arsène Capo-Chichi (Benin), Ion Diaconu (Rumänien), Jargalsaikhany Enkhsaikhan (Mongolei), Ioannis Giannidis (Griechenland), Dimitar Gochev (Bulgarien), Bunchhat Heng Vong (Kambodscha), Ivo Josipović (Kroatien), Adolphus Karibi-Whyte (Nigeria), Hajnalka Kárpáti (Ungarn), Joseph-Médard Katuala Kaba Kashala (Demokratische Republik Kongo), Kamugumya Simon Kahwa Lugakingira (Tansania), Roberto MacLean Ugarteche (Peru), Doudou Ndir (Senegal), Rafael Nieto Navia (Kolumbien), Daniel David Ntanda Nsereko (Uganda), Barbara Liliane Ott (Schweiz), Almiro Rodrigues (Portugal), Víctor Rodríguez-Cedeño (Venezuela), Mory Ousmane Sissoko (Niger), Raymond C. Sock (Gambia), Timoci Uluiburotu Tuivaga (Fiji), Juan Antonio Yáñez-Barnuevo (Spanien), Eleonora Zielińska (Polen), Boštjan M. Zupančič (Slowenien) |
| 3.–7. Februar 2003             | erstmalige Wahl nach Gründung des Gerichtshofs                                   | Elizabeth Odio Benito               | A     | 60 (1. Wahlgang)   | Antonio Boggiano (Argentinien), Marc Bossuyt (Belgien), Kocou Arsène Capo-Chichi (Benin), Ion Diaconu (Rumänien), Jargalsaikhany Enkhsaikhan (Mongolei), Ioannis Giannidis (Griechenland), Dimitar Gochev (Bulgarien), Bunchhat Heng Vong (Kambodscha), Ivo Josipović (Kroatien), Adolphus Karibi-Whyte (Nigeria), Hajnalka Kárpáti (Ungarn), Joseph-Médard Katuala Kaba Kashala (Demokratische Republik Kongo), Kamugumya Simon Kahwa Lugakingira (Tansania), Roberto MacLean Ugarteche (Peru), Doudou Ndir (Senegal), Rafael Nieto Navia (Kolumbien), Daniel David Ntanda Nsereko (Uganda), Barbara Liliane Ott (Schweiz), Almiro Rodrigues (Portugal), Víctor Rodríguez-Cedeño (Venezuela), Mory Ousmane Sissoko (Niger), Raymond C. Sock (Gambia), Timoci Uluiburotu Tuivaga (Fiji), Juan Antonio Yáñez-Barnuevo (Spanien), Eleonora Zielińska (Polen), Boštjan M. Zupančič (Slowenien) |
| 3.–7. Februar 2003             | erstmalige Wahl nach Gründung des Gerichtshofs                                   | Navanethem Pillay                   | B     | 56 (1. Wahlgang)   | Antonio Boggiano (Argentinien), Marc Bossuyt (Belgien), Kocou Arsène Capo-Chichi (Benin), Ion Diaconu (Rumänien), Jargalsaikhany Enkhsaikhan (Mongolei), Ioannis Giannidis (Griechenland), Dimitar Gochev (Bulgarien), Bunchhat Heng Vong (Kambodscha), Ivo Josipović (Kroatien), Adolphus Karibi-Whyte (Nigeria), Hajnalka Kárpáti (Ungarn), Joseph-Médard Katuala Kaba Kashala (Demokratische Republik Kongo), Kamugumya Simon Kahwa Lugakingira (Tansania), Roberto MacLean Ugarteche (Peru), Doudou Ndir (Senegal), Rafael Nieto Navia (Kolumbien), Daniel David Ntanda Nsereko (Uganda), Barbara Liliane Ott (Schweiz), Almiro Rodrigues (Portugal), Víctor Rodríguez-Cedeño (Venezuela), Mory Ousmane Sissoko (Niger), Raymond C. Sock (Gambia), Timoci Uluiburotu Tuivaga (Fiji), Juan Antonio Yáñez-Barnuevo (Spanien), Eleonora Zielińska (Polen), Boštjan M. Zupančič (Slowenien) |
| 3.–7. Februar 2003             | erstmalige Wahl nach Gründung des Gerichtshofs                                   | Karl Hudson-Phillips                | A     | 56 (3. Wahlgang)   | Antonio Boggiano (Argentinien), Marc Bossuyt (Belgien), Kocou Arsène Capo-Chichi (Benin), Ion Diaconu (Rumänien), Jargalsaikhany Enkhsaikhan (Mongolei), Ioannis Giannidis (Griechenland), Dimitar Gochev (Bulgarien), Bunchhat Heng Vong (Kambodscha), Ivo Josipović (Kroatien), Adolphus Karibi-Whyte (Nigeria), Hajnalka Kárpáti (Ungarn), Joseph-Médard Katuala Kaba Kashala (Demokratische Republik Kongo), Kamugumya Simon Kahwa Lugakingira (Tansania), Roberto MacLean Ugarteche (Peru), Doudou Ndir (Senegal), Rafael Nieto Navia (Kolumbien), Daniel David Ntanda Nsereko (Uganda), Barbara Liliane Ott (Schweiz), Almiro Rodrigues (Portugal), Víctor Rodríguez-Cedeño (Venezuela), Mory Ousmane Sissoko (Niger), Raymond C. Sock (Gambia), Timoci Uluiburotu Tuivaga (Fiji), Juan Antonio Yáñez-Barnuevo (Spanien), Eleonora Zielińska (Polen), Boštjan M. Zupančič (Slowenien) |
| 3.–7. Februar 2003             | erstmalige Wahl nach Gründung des Gerichtshofs                                   | Georgios Pikis                      | A     | 60 (4. Wahlgang)   | Antonio Boggiano (Argentinien), Marc Bossuyt (Belgien), Kocou Arsène Capo-Chichi (Benin), Ion Diaconu (Rumänien), Jargalsaikhany Enkhsaikhan (Mongolei), Ioannis Giannidis (Griechenland), Dimitar Gochev (Bulgarien), Bunchhat Heng Vong (Kambodscha), Ivo Josipović (Kroatien), Adolphus Karibi-Whyte (Nigeria), Hajnalka Kárpáti (Ungarn), Joseph-Médard Katuala Kaba Kashala (Demokratische Republik Kongo), Kamugumya Simon Kahwa Lugakingira (Tansania), Roberto MacLean Ugarteche (Peru), Doudou Ndir (Senegal), Rafael Nieto Navia (Kolumbien), Daniel David Ntanda Nsereko (Uganda), Barbara Liliane Ott (Schweiz), Almiro Rodrigues (Portugal), Víctor Rodríguez-Cedeño (Venezuela), Mory Ousmane Sissoko (Niger), Raymond C. Sock (Gambia), Timoci Uluiburotu Tuivaga (Fiji), Juan Antonio Yáñez-Barnuevo (Spanien), Eleonora Zielińska (Polen), Boštjan M. Zupančič (Slowenien) |
| 3.–7. Februar 2003             | erstmalige Wahl nach Gründung des Gerichtshofs                                   | Philippe Kirsch                     | B     | 57 (4. Wahlgang)   | Antonio Boggiano (Argentinien), Marc Bossuyt (Belgien), Kocou Arsène Capo-Chichi (Benin), Ion Diaconu (Rumänien), Jargalsaikhany Enkhsaikhan (Mongolei), Ioannis Giannidis (Griechenland), Dimitar Gochev (Bulgarien), Bunchhat Heng Vong (Kambodscha), Ivo Josipović (Kroatien), Adolphus Karibi-Whyte (Nigeria), Hajnalka Kárpáti (Ungarn), Joseph-Médard Katuala Kaba Kashala (Demokratische Republik Kongo), Kamugumya Simon Kahwa Lugakingira (Tansania), Roberto MacLean Ugarteche (Peru), Doudou Ndir (Senegal), Rafael Nieto Navia (Kolumbien), Daniel David Ntanda Nsereko (Uganda), Barbara Liliane Ott (Schweiz), Almiro Rodrigues (Portugal), Víctor Rodríguez-Cedeño (Venezuela), Mory Ousmane Sissoko (Niger), Raymond C. Sock (Gambia), Timoci Uluiburotu Tuivaga (Fiji), Juan Antonio Yáñez-Barnuevo (Spanien), Eleonora Zielińska (Polen), Boštjan M. Zupančič (Slowenien) |
| 3.–7. Februar 2003             | erstmalige Wahl nach Gründung des Gerichtshofs                                   | Erkki Kourula                       | B     | 56 (4. Wahlgang)   | Antonio Boggiano (Argentinien), Marc Bossuyt (Belgien), Kocou Arsène Capo-Chichi (Benin), Ion Diaconu (Rumänien), Jargalsaikhany Enkhsaikhan (Mongolei), Ioannis Giannidis (Griechenland), Dimitar Gochev (Bulgarien), Bunchhat Heng Vong (Kambodscha), Ivo Josipović (Kroatien), Adolphus Karibi-Whyte (Nigeria), Hajnalka Kárpáti (Ungarn), Joseph-Médard Katuala Kaba Kashala (Demokratische Republik Kongo), Kamugumya Simon Kahwa Lugakingira (Tansania), Roberto MacLean Ugarteche (Peru), Doudou Ndir (Senegal), Rafael Nieto Navia (Kolumbien), Daniel David Ntanda Nsereko (Uganda), Barbara Liliane Ott (Schweiz), Almiro Rodrigues (Portugal), Víctor Rodríguez-Cedeño (Venezuela), Mory Ousmane Sissoko (Niger), Raymond C. Sock (Gambia), Timoci Uluiburotu Tuivaga (Fiji), Juan Antonio Yáñez-Barnuevo (Spanien), Eleonora Zielińska (Polen), Boštjan M. Zupančič (Slowenien) |
| 3.–7. Februar 2003             | erstmalige Wahl nach Gründung des Gerichtshofs                                   | Adrian Fulford                      | A     | 59 (9. Wahlgang)   | Antonio Boggiano (Argentinien), Marc Bossuyt (Belgien), Kocou Arsène Capo-Chichi (Benin), Ion Diaconu (Rumänien), Jargalsaikhany Enkhsaikhan (Mongolei), Ioannis Giannidis (Griechenland), Dimitar Gochev (Bulgarien), Bunchhat Heng Vong (Kambodscha), Ivo Josipović (Kroatien), Adolphus Karibi-Whyte (Nigeria), Hajnalka Kárpáti (Ungarn), Joseph-Médard Katuala Kaba Kashala (Demokratische Republik Kongo), Kamugumya Simon Kahwa Lugakingira (Tansania), Roberto MacLean Ugarteche (Peru), Doudou Ndir (Senegal), Rafael Nieto Navia (Kolumbien), Daniel David Ntanda Nsereko (Uganda), Barbara Liliane Ott (Schweiz), Almiro Rodrigues (Portugal), Víctor Rodríguez-Cedeño (Venezuela), Mory Ousmane Sissoko (Niger), Raymond C. Sock (Gambia), Timoci Uluiburotu Tuivaga (Fiji), Juan Antonio Yáñez-Barnuevo (Spanien), Eleonora Zielińska (Polen), Boštjan M. Zupančič (Slowenien) |
| 3.–7. Februar 2003             | erstmalige Wahl nach Gründung des Gerichtshofs                                   | Anita Ušacka                        | B     | 59 (9. Wahlgang)   | Antonio Boggiano (Argentinien), Marc Bossuyt (Belgien), Kocou Arsène Capo-Chichi (Benin), Ion Diaconu (Rumänien), Jargalsaikhany Enkhsaikhan (Mongolei), Ioannis Giannidis (Griechenland), Dimitar Gochev (Bulgarien), Bunchhat Heng Vong (Kambodscha), Ivo Josipović (Kroatien), Adolphus Karibi-Whyte (Nigeria), Hajnalka Kárpáti (Ungarn), Joseph-Médard Katuala Kaba Kashala (Demokratische Republik Kongo), Kamugumya Simon Kahwa Lugakingira (Tansania), Roberto MacLean Ugarteche (Peru), Doudou Ndir (Senegal), Rafael Nieto Navia (Kolumbien), Daniel David Ntanda Nsereko (Uganda), Barbara Liliane Ott (Schweiz), Almiro Rodrigues (Portugal), Víctor Rodríguez-Cedeño (Venezuela), Mory Ousmane Sissoko (Niger), Raymond C. Sock (Gambia), Timoci Uluiburotu Tuivaga (Fiji), Juan Antonio Yáñez-Barnuevo (Spanien), Eleonora Zielińska (Polen), Boštjan M. Zupančič (Slowenien) |
| 3.–7. Februar 2003             | erstmalige Wahl nach Gründung des Gerichtshofs                                   | Hans-Peter Kaul                     | B     | 57 (9. Wahlgang)   | Antonio Boggiano (Argentinien), Marc Bossuyt (Belgien), Kocou Arsène Capo-Chichi (Benin), Ion Diaconu (Rumänien), Jargalsaikhany Enkhsaikhan (Mongolei), Ioannis Giannidis (Griechenland), Dimitar Gochev (Bulgarien), Bunchhat Heng Vong (Kambodscha), Ivo Josipović (Kroatien), Adolphus Karibi-Whyte (Nigeria), Hajnalka Kárpáti (Ungarn), Joseph-Médard Katuala Kaba Kashala (Demokratische Republik Kongo), Kamugumya Simon Kahwa Lugakingira (Tansania), Roberto MacLean Ugarteche (Peru), Doudou Ndir (Senegal), Rafael Nieto Navia (Kolumbien), Daniel David Ntanda Nsereko (Uganda), Barbara Liliane Ott (Schweiz), Almiro Rodrigues (Portugal), Víctor Rodríguez-Cedeño (Venezuela), Mory Ousmane Sissoko (Niger), Raymond C. Sock (Gambia), Timoci Uluiburotu Tuivaga (Fiji), Juan Antonio Yáñez-Barnuevo (Spanien), Eleonora Zielińska (Polen), Boštjan M. Zupančič (Slowenien) |
| 3.–7. Februar 2003             | erstmalige Wahl nach Gründung des Gerichtshofs                                   | René Blattmann                      | B     | 57 (13. Wahlgang)  | Antonio Boggiano (Argentinien), Marc Bossuyt (Belgien), Kocou Arsène Capo-Chichi (Benin), Ion Diaconu (Rumänien), Jargalsaikhany Enkhsaikhan (Mongolei), Ioannis Giannidis (Griechenland), Dimitar Gochev (Bulgarien), Bunchhat Heng Vong (Kambodscha), Ivo Josipović (Kroatien), Adolphus Karibi-Whyte (Nigeria), Hajnalka Kárpáti (Ungarn), Joseph-Médard Katuala Kaba Kashala (Demokratische Republik Kongo), Kamugumya Simon Kahwa Lugakingira (Tansania), Roberto MacLean Ugarteche (Peru), Doudou Ndir (Senegal), Rafael Nieto Navia (Kolumbien), Daniel David Ntanda Nsereko (Uganda), Barbara Liliane Ott (Schweiz), Almiro Rodrigues (Portugal), Víctor Rodríguez-Cedeño (Venezuela), Mory Ousmane Sissoko (Niger), Raymond C. Sock (Gambia), Timoci Uluiburotu Tuivaga (Fiji), Juan Antonio Yáñez-Barnuevo (Spanien), Eleonora Zielińska (Polen), Boštjan M. Zupančič (Slowenien) |
| 3.–7. Februar 2003             | erstmalige Wahl nach Gründung des Gerichtshofs                                   | Mauro Politi                        | B     | 58 (21. Wahlgang)  | Antonio Boggiano (Argentinien), Marc Bossuyt (Belgien), Kocou Arsène Capo-Chichi (Benin), Ion Diaconu (Rumänien), Jargalsaikhany Enkhsaikhan (Mongolei), Ioannis Giannidis (Griechenland), Dimitar Gochev (Bulgarien), Bunchhat Heng Vong (Kambodscha), Ivo Josipović (Kroatien), Adolphus Karibi-Whyte (Nigeria), Hajnalka Kárpáti (Ungarn), Joseph-Médard Katuala Kaba Kashala (Demokratische Republik Kongo), Kamugumya Simon Kahwa Lugakingira (Tansania), Roberto MacLean Ugarteche (Peru), Doudou Ndir (Senegal), Rafael Nieto Navia (Kolumbien), Daniel David Ntanda Nsereko (Uganda), Barbara Liliane Ott (Schweiz), Almiro Rodrigues (Portugal), Víctor Rodríguez-Cedeño (Venezuela), Mory Ousmane Sissoko (Niger), Raymond C. Sock (Gambia), Timoci Uluiburotu Tuivaga (Fiji), Juan Antonio Yáñez-Barnuevo (Spanien), Eleonora Zielińska (Polen), Boštjan M. Zupančič (Slowenien) |
| 3.–7. Februar 2003             | erstmalige Wahl nach Gründung des Gerichtshofs                                   | Tuiloma Neroni Slade                | A     | 58 (28. Wahlgang)  | Antonio Boggiano (Argentinien), Marc Bossuyt (Belgien), Kocou Arsène Capo-Chichi (Benin), Ion Diaconu (Rumänien), Jargalsaikhany Enkhsaikhan (Mongolei), Ioannis Giannidis (Griechenland), Dimitar Gochev (Bulgarien), Bunchhat Heng Vong (Kambodscha), Ivo Josipović (Kroatien), Adolphus Karibi-Whyte (Nigeria), Hajnalka Kárpáti (Ungarn), Joseph-Médard Katuala Kaba Kashala (Demokratische Republik Kongo), Kamugumya Simon Kahwa Lugakingira (Tansania), Roberto MacLean Ugarteche (Peru), Doudou Ndir (Senegal), Rafael Nieto Navia (Kolumbien), Daniel David Ntanda Nsereko (Uganda), Barbara Liliane Ott (Schweiz), Almiro Rodrigues (Portugal), Víctor Rodríguez-Cedeño (Venezuela), Mory Ousmane Sissoko (Niger), Raymond C. Sock (Gambia), Timoci Uluiburotu Tuivaga (Fiji), Juan Antonio Yáñez-Barnuevo (Spanien), Eleonora Zielińska (Polen), Boštjan M. Zupančič (Slowenien) |
| 3.–7. Februar 2003             | erstmalige Wahl nach Gründung des Gerichtshofs                                   | Claude Jorda                        | A     | 57 (33. Wahlgang)  | Antonio Boggiano (Argentinien), Marc Bossuyt (Belgien), Kocou Arsène Capo-Chichi (Benin), Ion Diaconu (Rumänien), Jargalsaikhany Enkhsaikhan (Mongolei), Ioannis Giannidis (Griechenland), Dimitar Gochev (Bulgarien), Bunchhat Heng Vong (Kambodscha), Ivo Josipović (Kroatien), Adolphus Karibi-Whyte (Nigeria), Hajnalka Kárpáti (Ungarn), Joseph-Médard Katuala Kaba Kashala (Demokratische Republik Kongo), Kamugumya Simon Kahwa Lugakingira (Tansania), Roberto MacLean Ugarteche (Peru), Doudou Ndir (Senegal), Rafael Nieto Navia (Kolumbien), Daniel David Ntanda Nsereko (Uganda), Barbara Liliane Ott (Schweiz), Almiro Rodrigues (Portugal), Víctor Rodríguez-Cedeño (Venezuela), Mory Ousmane Sissoko (Niger), Raymond C. Sock (Gambia), Timoci Uluiburotu Tuivaga (Fiji), Juan Antonio Yáñez-Barnuevo (Spanien), Eleonora Zielińska (Polen), Boštjan M. Zupančič (Slowenien) |
|                                |                                                                                  |                                     |       |                    | |
| 26. Januar 2006                | turnusgemäße Neuwahl                                                             | Ekaterina Trendafilowa              | A     | 82 (1. Wahlgang)   | Tuiloma Neroni Slade (Samoa), Károly Bard (Ungarn), Cheikh Tidiane Thiam (Senegal), Haridiata Dakoure (Burkina Faso) |
| 26. Januar 2006                | turnusgemäße Neuwahl                                                             | Anita Ušacka *                      | B     | 77 (1. Wahlgang)   | Tuiloma Neroni Slade (Samoa), Károly Bard (Ungarn), Cheikh Tidiane Thiam (Senegal), Haridiata Dakoure (Burkina Faso) |
| 26. Januar 2006                | turnusgemäße Neuwahl                                                             | Erkki Kourula *                     | B     | 73 (1. Wahlgang)   | Tuiloma Neroni Slade (Samoa), Károly Bard (Ungarn), Cheikh Tidiane Thiam (Senegal), Haridiata Dakoure (Burkina Faso) |
| 26. Januar 2006                | turnusgemäße Neuwahl                                                             | Akua Kuenyehia *                    | B     | 72 (1. Wahlgang)   | Tuiloma Neroni Slade (Samoa), Károly Bard (Ungarn), Cheikh Tidiane Thiam (Senegal), Haridiata Dakoure (Burkina Faso) |
| 26. Januar 2006                | turnusgemäße Neuwahl                                                             | Sang-Hyun Song *                    | A     | 70 (1. Wahlgang)   | Tuiloma Neroni Slade (Samoa), Károly Bard (Ungarn), Cheikh Tidiane Thiam (Senegal), Haridiata Dakoure (Burkina Faso) |
| 26. Januar 2006                | turnusgemäße Neuwahl                                                             | Hans-Peter Kaul *                   | B     | 67 (1. Wahlgang)   | Tuiloma Neroni Slade (Samoa), Károly Bard (Ungarn), Cheikh Tidiane Thiam (Senegal), Haridiata Dakoure (Burkina Faso) |
|                                |                                                                                  |                                     |       |                    | |
| 30. November/ 3. Dezember 2007 | Rücktritt von Maureen Harding Clark, Karl Hudson-Phillips und Claude Jorda       | Fumiko Saiga                        | B     | 82 (1. Wahlgang)   | Jean Angela Permanand (Trinidad und Tobago), Graciela Dixon (Panama) |
| 30. November/ 3. Dezember 2007 | Rücktritt von Maureen Harding Clark, Karl Hudson-Phillips und Claude Jorda       | Bruno Cotte                         | A     | 79 (1. Wahlgang)   | Jean Angela Permanand (Trinidad und Tobago), Graciela Dixon (Panama) |
| 30. November/ 3. Dezember 2007 | Rücktritt von Maureen Harding Clark, Karl Hudson-Phillips und Claude Jorda       | Daniel David Ntanda Nsereko         | A     | 74 (4. Wahlgang)   | Jean Angela Permanand (Trinidad und Tobago), Graciela Dixon (Panama) |
|                                |                                                                                  |                                     |       |                    | |
| 19./20. Januar 2009            | turnusgemäße Neuwahl                                                             | Mohamed Shahabuddeen                | B     | 79 (1. Wahlgang)   | Victoire Désirée Adétoro Agbanrin-Elisha (Benin), Phani Dascalopoulou-Livada (Griechenland), Christopher John Robert Dugard (Südafrika), Chile Eboe-Osuji (Nigeria), María del Carmen González Cabal (Ecuador), Gberdao Gustave Kam (Burkina Faso), Aminatta Lois Runeni N'Gum (Gambia), Vonimbolana Rasoazanany (Madagaskar), Angélique Sita-Akele Muila (Demokratische Republik Kongo), El Hadji Malick Sow (Senegal), Wilhelmina Thomassen (Niederlande), Rosolu John Bankole Thompson (Sierra Leone), Dragomir Vukoje (Bosnien und Herzegowina) |
| 19./20. Januar 2009            | turnusgemäße Neuwahl                                                             | Fumiko Saiga *                      | B     | 72 (1. Wahlgang)   | Victoire Désirée Adétoro Agbanrin-Elisha (Benin), Phani Dascalopoulou-Livada (Griechenland), Christopher John Robert Dugard (Südafrika), Chile Eboe-Osuji (Nigeria), María del Carmen González Cabal (Ecuador), Gberdao Gustave Kam (Burkina Faso), Aminatta Lois Runeni N'Gum (Gambia), Vonimbolana Rasoazanany (Madagaskar), Angélique Sita-Akele Muila (Demokratische Republik Kongo), El Hadji Malick Sow (Senegal), Wilhelmina Thomassen (Niederlande), Rosolu John Bankole Thompson (Sierra Leone), Dragomir Vukoje (Bosnien und Herzegowina) |
| 19./20. Januar 2009            | turnusgemäße Neuwahl                                                             | Cuno Tarfusser                      | A     | 74 (3. Wahlgang)   | Victoire Désirée Adétoro Agbanrin-Elisha (Benin), Phani Dascalopoulou-Livada (Griechenland), Christopher John Robert Dugard (Südafrika), Chile Eboe-Osuji (Nigeria), María del Carmen González Cabal (Ecuador), Gberdao Gustave Kam (Burkina Faso), Aminatta Lois Runeni N'Gum (Gambia), Vonimbolana Rasoazanany (Madagaskar), Angélique Sita-Akele Muila (Demokratische Republik Kongo), El Hadji Malick Sow (Senegal), Wilhelmina Thomassen (Niederlande), Rosolu John Bankole Thompson (Sierra Leone), Dragomir Vukoje (Bosnien und Herzegowina) |
| 19./20. Januar 2009            | turnusgemäße Neuwahl                                                             | Sanji Mmasenono Monageng            | B     | 75 (4. Wahlgang)   | Victoire Désirée Adétoro Agbanrin-Elisha (Benin), Phani Dascalopoulou-Livada (Griechenland), Christopher John Robert Dugard (Südafrika), Chile Eboe-Osuji (Nigeria), María del Carmen González Cabal (Ecuador), Gberdao Gustave Kam (Burkina Faso), Aminatta Lois Runeni N'Gum (Gambia), Vonimbolana Rasoazanany (Madagaskar), Angélique Sita-Akele Muila (Demokratische Republik Kongo), El Hadji Malick Sow (Senegal), Wilhelmina Thomassen (Niederlande), Rosolu John Bankole Thompson (Sierra Leone), Dragomir Vukoje (Bosnien und Herzegowina) |
| 19./20. Januar 2009            | turnusgemäße Neuwahl                                                             | Christine Van Den Wyngaert          | A     | 73 (5. Wahlgang)   | Victoire Désirée Adétoro Agbanrin-Elisha (Benin), Phani Dascalopoulou-Livada (Griechenland), Christopher John Robert Dugard (Südafrika), Chile Eboe-Osuji (Nigeria), María del Carmen González Cabal (Ecuador), Gberdao Gustave Kam (Burkina Faso), Aminatta Lois Runeni N'Gum (Gambia), Vonimbolana Rasoazanany (Madagaskar), Angélique Sita-Akele Muila (Demokratische Republik Kongo), El Hadji Malick Sow (Senegal), Wilhelmina Thomassen (Niederlande), Rosolu John Bankole Thompson (Sierra Leone), Dragomir Vukoje (Bosnien und Herzegowina) |
| 19./20. Januar 2009            | turnusgemäße Neuwahl                                                             | Joyce Aluoch                        | A     | 100 (9. Wahlgang)  | Victoire Désirée Adétoro Agbanrin-Elisha (Benin), Phani Dascalopoulou-Livada (Griechenland), Christopher John Robert Dugard (Südafrika), Chile Eboe-Osuji (Nigeria), María del Carmen González Cabal (Ecuador), Gberdao Gustave Kam (Burkina Faso), Aminatta Lois Runeni N'Gum (Gambia), Vonimbolana Rasoazanany (Madagaskar), Angélique Sita-Akele Muila (Demokratische Republik Kongo), El Hadji Malick Sow (Senegal), Wilhelmina Thomassen (Niederlande), Rosolu John Bankole Thompson (Sierra Leone), Dragomir Vukoje (Bosnien und Herzegowina) |
|                                |                                                                                  |                                     |       |                    | |
| 18. November 2009              | Tod von Fumiko Saiga und Rücktritt von Mohamed Shahabuddeen                      | Kuniko Ozaki                        | B     | 79 (1. Wahlgang)   | Cecilia Medina Quiroga (Chile), Marco Gerardo Monroy Cabra (Kolumbien), Duke E. E. Pollard (Guyana) |
| 18. November 2009              | Tod von Fumiko Saiga und Rücktritt von Mohamed Shahabuddeen                      | Silvia Fernández de Gurmendi        | A     | 62 (6. Wahlgang)   | Cecilia Medina Quiroga (Chile), Marco Gerardo Monroy Cabra (Kolumbien), Duke E. E. Pollard (Guyana) |
|                                |                                                                                  |                                     |       |                    | |
| 12.–21. Dezember 2011          | turnusgemäße Neuwahl                                                             | Miriam Defensor Santiago            | B     | 79 (1. Wahlgang)   | |
| 12.–21. Dezember 2011          | turnusgemäße Neuwahl                                                             | Anthony Carmona                     | A     | 72 (1. Wahlgang)   | |
| 12.–21. Dezember 2011          | turnusgemäße Neuwahl                                                             | Robert Fremr                        | A     | 77 (2. Wahlgang)   | |
| 12.–21. Dezember 2011          | turnusgemäße Neuwahl                                                             | Olga Venecia Herrera Carbuccia      | A     | 77 (12. Wahlgang)  | |
| 12.–21. Dezember 2011          | turnusgemäße Neuwahl                                                             | Howard Morrison                     | A     | 72 (13. Wahlgang)  | |
| 12.–21. Dezember 2011          | turnusgemäße Neuwahl                                                             | Chile Eboe-Osuji                    | A     | 102 (15. Wahlgang) | |
|                                |                                                                                  |                                     |       |                    | |
| 20.–28. November 2013          | Anthony Carmona wurde Präsident von Trinidad und Tobago und trat deshalb zurück. | Geoffrey A. Henderson               | A     | 98 (1. Wahlgang)   | Leslie van Rompaey (Uruguay) |
|                                |                                                                                  |                                     |       |                    | |
| 8.–17. Dezember 2014           | turnusgemäße Neuwahl                                                             | Chung Chang-ho                      | A     | 73 (1. Wahlgang)   | Maria Natércia Gusmão Pereira (Osttimor), Krister Hans Thelin (Schweden), Leonardo Nemer Caldeira Brant (Brasilien), Reine Alapini-Gansou (Benin), Zlata Đurđević (Kroatien), Mindia Ugrekhelidze (Georgien), Toma Birmontienė (Litauen), Pavel Gontšarov (Estland), Abdelkader Ben Ali Bahloul (Tunesien), Harimahefa Ratiaraisoa (Madagascar), Emmanuel Yaw Benneh (Ghana) |
| 8.–17. Dezember 2014           | turnusgemäße Neuwahl                                                             | Piotr Hofmański                     | A     | 87 (4. Wahlgang)   | Maria Natércia Gusmão Pereira (Osttimor), Krister Hans Thelin (Schweden), Leonardo Nemer Caldeira Brant (Brasilien), Reine Alapini-Gansou (Benin), Zlata Đurđević (Kroatien), Mindia Ugrekhelidze (Georgien), Toma Birmontienė (Litauen), Pavel Gontšarov (Estland), Abdelkader Ben Ali Bahloul (Tunesien), Harimahefa Ratiaraisoa (Madagascar), Emmanuel Yaw Benneh (Ghana) |
| 8.–17. Dezember 2014           | turnusgemäße Neuwahl                                                             | Marc Pierre Perrin de Brichambaut   | B     | 87 (6. Wahlgang)   | Maria Natércia Gusmão Pereira (Osttimor), Krister Hans Thelin (Schweden), Leonardo Nemer Caldeira Brant (Brasilien), Reine Alapini-Gansou (Benin), Zlata Đurđević (Kroatien), Mindia Ugrekhelidze (Georgien), Toma Birmontienė (Litauen), Pavel Gontšarov (Estland), Abdelkader Ben Ali Bahloul (Tunesien), Harimahefa Ratiaraisoa (Madagascar), Emmanuel Yaw Benneh (Ghana) |
| 8.–17. Dezember 2014           | turnusgemäße Neuwahl                                                             | Bertram Schmitt                     | A     | 79 (6. Wahlgang)   | Maria Natércia Gusmão Pereira (Osttimor), Krister Hans Thelin (Schweden), Leonardo Nemer Caldeira Brant (Brasilien), Reine Alapini-Gansou (Benin), Zlata Đurđević (Kroatien), Mindia Ugrekhelidze (Georgien), Toma Birmontienė (Litauen), Pavel Gontšarov (Estland), Abdelkader Ben Ali Bahloul (Tunesien), Harimahefa Ratiaraisoa (Madagascar), Emmanuel Yaw Benneh (Ghana) |
| 8.–17. Dezember 2014           | turnusgemäße Neuwahl                                                             | Antoine Kesia-Mbe Mindua            | B     | 84 (10. Wahlgang)  | Maria Natércia Gusmão Pereira (Osttimor), Krister Hans Thelin (Schweden), Leonardo Nemer Caldeira Brant (Brasilien), Reine Alapini-Gansou (Benin), Zlata Đurđević (Kroatien), Mindia Ugrekhelidze (Georgien), Toma Birmontienė (Litauen), Pavel Gontšarov (Estland), Abdelkader Ben Ali Bahloul (Tunesien), Harimahefa Ratiaraisoa (Madagascar), Emmanuel Yaw Benneh (Ghana) |
| 8.–17. Dezember 2014           | turnusgemäße Neuwahl                                                             | Péter Kovács                        | B     | 79 (22. Wahlgang)  | Maria Natércia Gusmão Pereira (Osttimor), Krister Hans Thelin (Schweden), Leonardo Nemer Caldeira Brant (Brasilien), Reine Alapini-Gansou (Benin), Zlata Đurđević (Kroatien), Mindia Ugrekhelidze (Georgien), Toma Birmontienė (Litauen), Pavel Gontšarov (Estland), Abdelkader Ben Ali Bahloul (Tunesien), Harimahefa Ratiaraisoa (Madagascar), Emmanuel Yaw Benneh (Ghana) |
|                                |                                                                                  |                                     |       |                    | |
| 24.–25. Juni 2015              | Rücktritt von Miriam Defensor Santiago                                           | Raul Cano Pangalangan               | B     | 59 (2. Wahlgang)   | Ibrahim Aljazy (Jordanien) |
|                                |                                                                                  |                                     |       |                    | |
| 4.–14. Dezember 2017           | turnusgemäße Neuwahl                                                             | Tomoko Akane                        | A     | 88 (1. Wahlgang)   | Henrietta Mensa-Bonsu (Ghana), Zlata Đurđević (Kroatien), Ariela Peralta Distefano (Uruguay), Nthomeng Justina Majara (Lesotho), Khosbayar Chagdaa (Mongolei), Dragomir Vukoje (Bosnien und Herzegowina) |
| 4.–14. Dezember 2017           | turnusgemäße Neuwahl                                                             | Luz del Carmen Ibáñez Carranza      | A     | 77 (1. Wahlgang)   | Henrietta Mensa-Bonsu (Ghana), Zlata Đurđević (Kroatien), Ariela Peralta Distefano (Uruguay), Nthomeng Justina Majara (Lesotho), Khosbayar Chagdaa (Mongolei), Dragomir Vukoje (Bosnien und Herzegowina) |
| 4.–14. Dezember 2017           | turnusgemäße Neuwahl                                                             | Reine Alapini-Gansou                | B     | 83 (4. Wahlgang)   | Henrietta Mensa-Bonsu (Ghana), Zlata Đurđević (Kroatien), Ariela Peralta Distefano (Uruguay), Nthomeng Justina Majara (Lesotho), Khosbayar Chagdaa (Mongolei), Dragomir Vukoje (Bosnien und Herzegowina) |
| 4.–14. Dezember 2017           | turnusgemäße Neuwahl                                                             | Solomy Balungi Bossa                | A     | 81 (4. Wahlgang)   | Henrietta Mensa-Bonsu (Ghana), Zlata Đurđević (Kroatien), Ariela Peralta Distefano (Uruguay), Nthomeng Justina Majara (Lesotho), Khosbayar Chagdaa (Mongolei), Dragomir Vukoje (Bosnien und Herzegowina) |
| 4.–14. Dezember 2017           | turnusgemäße Neuwahl                                                             | Kimberly Prost                      | A     | 92 (6. Wahlgang)   | Henrietta Mensa-Bonsu (Ghana), Zlata Đurđević (Kroatien), Ariela Peralta Distefano (Uruguay), Nthomeng Justina Majara (Lesotho), Khosbayar Chagdaa (Mongolei), Dragomir Vukoje (Bosnien und Herzegowina) |
| 4.–14. Dezember 2017           | turnusgemäße Neuwahl                                                             | Rosario Salvatore Aitala            | A     | 84 (9. Wahlgang)   | Henrietta Mensa-Bonsu (Ghana), Zlata Đurđević (Kroatien), Ariela Peralta Distefano (Uruguay), Nthomeng Justina Majara (Lesotho), Khosbayar Chagdaa (Mongolei), Dragomir Vukoje (Bosnien und Herzegowina) |
|                                |                                                                                  |                                     |       |                    | |
| 7.–17. Dezember 2020           | turnusgemäße Neuwahl                                                             | Joanna Korner                       | A     | 85 (1. Wahlgang)   | Haykel Ben Mahfoudh (Tunesien), Mônica Jacqueline Sifuentes (Brasilien), Viktor Panagiotis Tsilonis (Griechenland), Laurence Massart (Belgien), Jasmina Ćosić Dedović (Bosnien und Herzegowina), Khosbayar Chagdaa (Mongolei), Íñigo Francisco Alberto Salvador Crespo (Ecuador), Andrés Bernardo Barreto González (Kolumbien), Ariela Peralta Distéfano (Uruguay), Gberdao Gustave Kam (Burkina Faso), Ishaq Usman Bello (Nigeria), Prosper Milandou (Republik Kongo) |
| 7.–17. Dezember 2020           | turnusgemäße Neuwahl                                                             | Gocha Lordkipanidse                 | B     | 76 (2. Wahlgang)   | Haykel Ben Mahfoudh (Tunesien), Mônica Jacqueline Sifuentes (Brasilien), Viktor Panagiotis Tsilonis (Griechenland), Laurence Massart (Belgien), Jasmina Ćosić Dedović (Bosnien und Herzegowina), Khosbayar Chagdaa (Mongolei), Íñigo Francisco Alberto Salvador Crespo (Ecuador), Andrés Bernardo Barreto González (Kolumbien), Ariela Peralta Distéfano (Uruguay), Gberdao Gustave Kam (Burkina Faso), Ishaq Usman Bello (Nigeria), Prosper Milandou (Republik Kongo) |
| 7.–17. Dezember 2020           | turnusgemäße Neuwahl                                                             | Miatta Maria Samba                  | A     | 83 (3. Wahlgang)   | Haykel Ben Mahfoudh (Tunesien), Mônica Jacqueline Sifuentes (Brasilien), Viktor Panagiotis Tsilonis (Griechenland), Laurence Massart (Belgien), Jasmina Ćosić Dedović (Bosnien und Herzegowina), Khosbayar Chagdaa (Mongolei), Íñigo Francisco Alberto Salvador Crespo (Ecuador), Andrés Bernardo Barreto González (Kolumbien), Ariela Peralta Distéfano (Uruguay), Gberdao Gustave Kam (Burkina Faso), Ishaq Usman Bello (Nigeria), Prosper Milandou (Republik Kongo) |
| 7.–17. Dezember 2020           | turnusgemäße Neuwahl                                                             | María del Socorro Flores Liera      | B     | 87 (4. Wahlgang)   | Haykel Ben Mahfoudh (Tunesien), Mônica Jacqueline Sifuentes (Brasilien), Viktor Panagiotis Tsilonis (Griechenland), Laurence Massart (Belgien), Jasmina Ćosić Dedović (Bosnien und Herzegowina), Khosbayar Chagdaa (Mongolei), Íñigo Francisco Alberto Salvador Crespo (Ecuador), Andrés Bernardo Barreto González (Kolumbien), Ariela Peralta Distéfano (Uruguay), Gberdao Gustave Kam (Burkina Faso), Ishaq Usman Bello (Nigeria), Prosper Milandou (Republik Kongo) |
| 7.–17. Dezember 2020           | turnusgemäße Neuwahl                                                             | Sergio Gerardo Ugalde Godínez       | B     | 87 (4. Wahlgang)   | Haykel Ben Mahfoudh (Tunesien), Mônica Jacqueline Sifuentes (Brasilien), Viktor Panagiotis Tsilonis (Griechenland), Laurence Massart (Belgien), Jasmina Ćosić Dedović (Bosnien und Herzegowina), Khosbayar Chagdaa (Mongolei), Íñigo Francisco Alberto Salvador Crespo (Ecuador), Andrés Bernardo Barreto González (Kolumbien), Ariela Peralta Distéfano (Uruguay), Gberdao Gustave Kam (Burkina Faso), Ishaq Usman Bello (Nigeria), Prosper Milandou (Republik Kongo) |
| 7.–17. Dezember 2020           | turnusgemäße Neuwahl                                                             | Althea Violet Alexis-Windsor        | A     | 86 (8. Wahlgang)   | Haykel Ben Mahfoudh (Tunesien), Mônica Jacqueline Sifuentes (Brasilien), Viktor Panagiotis Tsilonis (Griechenland), Laurence Massart (Belgien), Jasmina Ćosić Dedović (Bosnien und Herzegowina), Khosbayar Chagdaa (Mongolei), Íñigo Francisco Alberto Salvador Crespo (Ecuador), Andrés Bernardo Barreto González (Kolumbien), Ariela Peralta Distéfano (Uruguay), Gberdao Gustave Kam (Burkina Faso), Ishaq Usman Bello (Nigeria), Prosper Milandou (Republik Kongo) |
|                                |                                                                                  |                                     |       |                    | |
| 4.–14. Dezember 2023           | turnusgemäße Neuwahl                                                             | Erdenebalsuren Damdin               | A     | 81 (1. Wahlgang)   | Andres Parmas (Estland), Clarence Nelson (Samoa), Andriamanankadrianana Rajaona (Madagaskar), Ute Hohoff (Deutschland), Mirjana Lazarova Trajkovska (Nordmazedonien), Pavel Zeman (Tschechien), Adélaïde Dembélé (Burkina Faso) |
| 4.–14. Dezember 2023           | turnusgemäße Neuwahl                                                             | Iulia Antoanella Motoc              | B     | 78 (2. Wahlgang)   | Andres Parmas (Estland), Clarence Nelson (Samoa), Andriamanankadrianana Rajaona (Madagaskar), Ute Hohoff (Deutschland), Mirjana Lazarova Trajkovska (Nordmazedonien), Pavel Zeman (Tschechien), Adélaïde Dembélé (Burkina Faso) |
| 4.–14. Dezember 2023           | turnusgemäße Neuwahl                                                             | Nicolas Guillou                     | A     | 84 (6. Wahlgang)   | Andres Parmas (Estland), Clarence Nelson (Samoa), Andriamanankadrianana Rajaona (Madagaskar), Ute Hohoff (Deutschland), Mirjana Lazarova Trajkovska (Nordmazedonien), Pavel Zeman (Tschechien), Adélaïde Dembélé (Burkina Faso) |
| 4.–14. Dezember 2023           | turnusgemäße Neuwahl                                                             | Beti Hohler                         | A     | 82 (7. Wahlgang)   | Andres Parmas (Estland), Clarence Nelson (Samoa), Andriamanankadrianana Rajaona (Madagaskar), Ute Hohoff (Deutschland), Mirjana Lazarova Trajkovska (Nordmazedonien), Pavel Zeman (Tschechien), Adélaïde Dembélé (Burkina Faso) |
| 4.–14. Dezember 2023           | turnusgemäße Neuwahl                                                             | Haykel Ben Mahfoudh                 | B     | 86 (10. Wahlgang)  | Andres Parmas (Estland), Clarence Nelson (Samoa), Andriamanankadrianana Rajaona (Madagaskar), Ute Hohoff (Deutschland), Mirjana Lazarova Trajkovska (Nordmazedonien), Pavel Zeman (Tschechien), Adélaïde Dembélé (Burkina Faso) |
| 4.–14. Dezember 2023           | turnusgemäße Neuwahl                                                             | Paek Keebong                        | A     | 83 (11. Wahlgang)  | Andres Parmas (Estland), Clarence Nelson (Samoa), Andriamanankadrianana Rajaona (Madagaskar), Ute Hohoff (Deutschland), Mirjana Lazarova Trajkovska (Nordmazedonien), Pavel Zeman (Tschechien), Adélaïde Dembélé (Burkina Faso) |